# Ireneusz Gortowski
Ireneusz Gortowski (ur. 10 grudnia 1976 roku w Grodkowie) – polski piłkarz, grający na pozycji napastnika.

## Sukcesy
- 2000/2001 Król strzelców II ligi (Polar Wrocław)